# La masa enfurecida
La masa enfurecida, en inglés, The Madness of Crowds: Gender, Race and Identity, es un libro del periodista y comentarista político británico Douglas Murray, publicado en septiembre de 2019.

## Tesis
El libro promueve una perspectiva conservadora sobre temas de orientación sexual, feminismo, raza y transexualidad. Describe las nuevas guerras culturales que se desarrollan en los lugares de trabajo, universidades, escuelas y hogares en nombre de la justicia social, las políticas identitarias y la interseccionalidad.
El libro apunta a lo que Murray ve como un cambio cultural, alejándose de los modos establecidos de religión e ideología política, y hacia una sociedad en la que varias formas de victimismo pueden proporcionar marcadores de estatus social. El libro está dividido en secciones que tratan diferentes formas de políticas de identidad, incluidos tipos de identidad LGBT, feminismo y políticas raciales. El autor critica la obra del filósofo francés Michel Foucault por lo que ve como una reducción de la sociedad a un sistema de relaciones de poder.

## Recepción
Tim Stanley en The Daily Telegraph elogió el libro, llamando a Murray como «una guía magníficamente lúcida a través de la era del guerrero de la justicia social». Katie Law en el Evening Standard dijo que Murray «abordó otro tema necesario y provocativo con ingenio y valentía». William Davies en The Guardian describió el libro como «las sorprendentes fantasías de un provocador de derecha, ciego a la opresión».